# Joe Lederer
Joe Lederer (12 septembre, Vienne, Autriche - 30 janvier 1987, Munich, Allemagne) est un écrivain autrichien.

## Biographie
Joe Lederer débute comme comédienne et secrétaire d'un écrivain. Elle réside à Berlin. À la fin des années 1920, avec la publication de son roman Das Mädchen George, elle connaît le succès et est surnommée « la Colette allemande ». En 1933, après la prise du pouvoir par les Nazis, ses livres sont interdits. Elle émigre, d'abord à Shanghai, puis en Autriche et en Grande-Bretagne. Elle retourne en Allemagne, après la Deuxième Guerre mondiale comme officier de presse.

## Ouvrages
- 1928, Das Mädchen George, roman
- 1930, Musik der Nacht, roman, Universitas Verlag
- 1934, Unter den Apfelbäumen, roman, Universitas Verlag
- 1936, Blumen für Cornelia, roman, Zeitbild-Verlag
- 1938, Fanfan in China
- 1951, Heimweh nach gestern

## Sources
- (de) Manfred Brauneck (éditeur), 1995, Autorenlexikon deutschsprachiger Literatur des 20. Jahrhunderts, Reineck bei Hamburg, Rowohlt.